# Criptobiosis

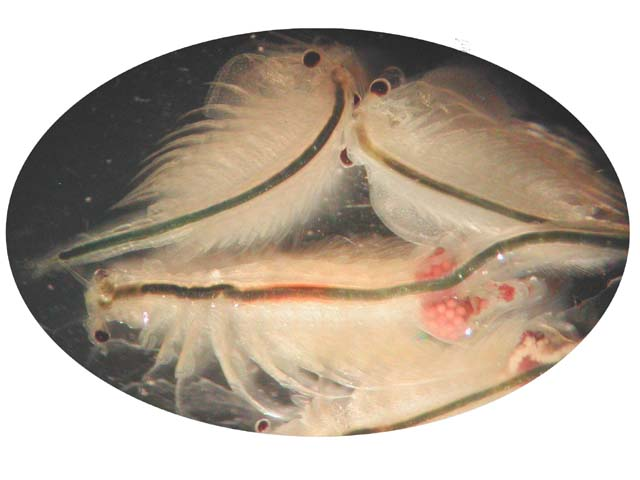
Artemia salina una especie de crustáceo.

La criptobiosis es un estado que consiste en la suspensión de los procesos metabólicos, en la que algunos seres vivos entran cuando las condiciones ambientales llegan a ser extremas. Un organismo en estado criptobiótico puede vivir indefinidamente hasta que las condiciones vuelvan a ser de nuevo tolerables. 
Los criptobiontes han sido clasificados en: a) aquellos en los que el estado criptobiótico puede aparecer solo en un específico estadio de desarrollo ontogenético y b) aquellos que pueden entrar en criptobiosis en cualquier estadio de su ciclo de vida. La primera categoría incluye especies de artrópodos, crustáceos, braquiópodos, insectos, esporas de ciertos hongos y bacterias, así como polen y semillas de algunas plantas; en tanto que la segunda categoría principalmente incluye especies de protozoarios, rotíferos, nematodos, tardígrados, ortópteros y varias especies de musgos, líquenes y algas, así como también algunas plantas superiores.
El ejemplo más conocido de seres que entran en este estado son los tardígrados (del latín tardígradus, que significa movimientos lentos), conocidos como ositos de agua; son animales invertebrados capaces de vivir en cualquier parte del mundo, desde las profundidades abisales del mar hasta los lugares terrestres más inhóspitos. Existen desde hace 600 millones de años con más de 1000 especies identificadas.

## Clasificación
Existen varios tipos de criptobiosis:
- La anhidrobiosis se da para poder sobrevivir a largos periodos sin agua, es un estado reversible y en el cual ocurre casi una pérdida total de agua en el cuerpo para la formación de la capa protectora que le permite sobrevivir, llamada “tun” (Schill, 2005).
- La anoxibiosis ocurre cuando hay una deficiencia de oxígeno en el ambiente, aunque no es considerada un tipo de criptobiosis como tal ya que no presenta la formación de un “tun” y se basa en una captación mayor de agua que la normal.  aparece con casos de reducción severa del oxígeno.
- La criobiosis  este estado permite tolerar descensos de temperatura que causan rápidos congelamientos.
- La osmobiosis es un estado que se realiza cuando se somete a un estrés osmótico (este se produce cuando hay un aumento en la concentración salina) mediante este proceso se genera un “tun” (Bjørn-Mortensen, 2006).[2]
- La quimiobiosis se da cuando hay altos niveles de toxinas en el ambiente

## Proceso
Durante la criptobiosis se activan potentes mecanismos de reparación del ADN, así como la producción de membranas biológicas con fosfolípidos específicos, enzimas antioxidantes, carbohidratos y proteínas que protegen a las células y los tejidos. Estos carbohidratos y proteínas se conocen como bioprotectores e interactúan directamente con el ADN, membranas celulares y otras proteínas. 
Se ha observado que durante la deshidratación, los tardígrados acumulan un disacárido llamado trehalosa. Éste actúa como estabilizador molecular al formar puentes de hidrógeno con las membranas, reemplazando al agua y preservando las estructuras. También forma “cristales”, un estado en el que la movilidad de las macromoléculas se reduce enormemente. Hay además otros organismos que también entran en estado criptobiótico, como las artemias salinas que utilizan hasta cinco veces más trehalosa que la encontrada en los osos de agua; muchos bacilos tienen la capacidad de formar esporas, separando su nucleoide del resto del citoplasma y formando a su alrededor una doble membrana que incluye pared celular y que constituye la cubierta externa de la espora. Las esporas pueden conservar su viabilidad durante mucho tiempo.
También se cree que la entrada y salida de la criptobiosis depende de la síntesis de las proteínas de choque térmico, unas moléculas que responden a diferentes tipos de estrés externo. Éstas ayudan a que las nuevas proteínas que se están sintetizando se plieguen de forma apropiada, las protegen del desdoblamiento y las llevan al lugar dentro de la célula donde cumplirán su función. Actúan por lo tanto como estabilizadores bioquímicos en condiciones ambientales adversas, y en el proceso de recuperación y reparación cuando estos organismos regresan al estado activo.